# Pterolophia kaleea
Pterolophia kaleea är en skalbaggsart. Pterolophia kaleea ingår i släktet Pterolophia och familjen långhorningar.

## Underarter
Arten delas in i följande underarter:
- P. k. kaleea
- P. k. inflexa